# 편강렬
편강렬(片康烈, 1892년 2월 28일~ 1929년 1월 16일)은 한국의 독립운동가이다. 아호는 애사(愛史)이다. 의병활동 등 항일운동을 하였다.

## 생애
편강렬은 1892년, 황해도 연백군에서 출생했다. 아버지는 편상훈이며 4남매 중 셋째이다. 한학(漢學)을 공부했고, 힘이 세서 싸우는 두 마리 소 사이에 들어가 소를 떼어 말릴 정도였으며 용맹 강직했다고 전해진다. 을사늑양 강제체결 및 침략당한 조국과 민족의 고통을 전해 듣고는, 식사도 하지 않고 몇 날 며칠을 고민하다가 "왜놈들을 자기들 섬나라로 돌려보내겠다"고 결심했다고 한다.

## 독립 운동

### 의병에 투신
을사조약 체결 후 전국 곳곳에서 의병이 일어나자, 1907년 16세에 부모님 허락받고 영남 지역 의병장으로 당시 강원도를 거점으로 하고 있던 이강년의 부대에 입대했다. 편강렬은 이강년에 의해 발탁되었고, 의병 선봉장이 되어 경상도와 충청도 일대에서 공적을 세웠다.
1908년 한성부 진격을 위해 이강년과 허위, 신돌석의 의병 부대가 집결한 양주 전투에서 의병들은, 3일간 잠도 못 자고 결사항전했지만 일본군 대군의 공격에 중과부적 패퇴했다. 일당백으로 선두에서 싸우다가 몸에 여러 군데 총상을 입고 독립운동으로 혹독한 옥고를 치러서 병든 몸이 되어 돌아왔지만, 가족과 친척들은 일제의 탄압으로 죽거나 흩어져서 생사를 모르고, 가문의 모든 재산은 빼앗긴 상태였다.(출처는 운강선생 창의록 269,277~279,281쪽,한국 독립운동사 연구 1,1987,33쪽,의병항쟁 자료집 260,726~727쪽,전국 13도 연합의병운동 항일순국열사전 등)

### 학업과 국권회복운동
1910년 평양의 기독교 계열 학교인 숭실학교에 입학했다. 숭실학교 재학 중 안명근을 중심으로 황해도 및 평안도 지역 항일 인사들이 대거 체포된 105인 사건(1911년)에 연루되어 서대문감옥에서 3년간 복역했고, 1919년 3·1운동 무렵에는 황해도 지역에 항일유격대를 건설하려한 구월산주비대 사건으로 또다시 1년 6개월간 복역하였다.

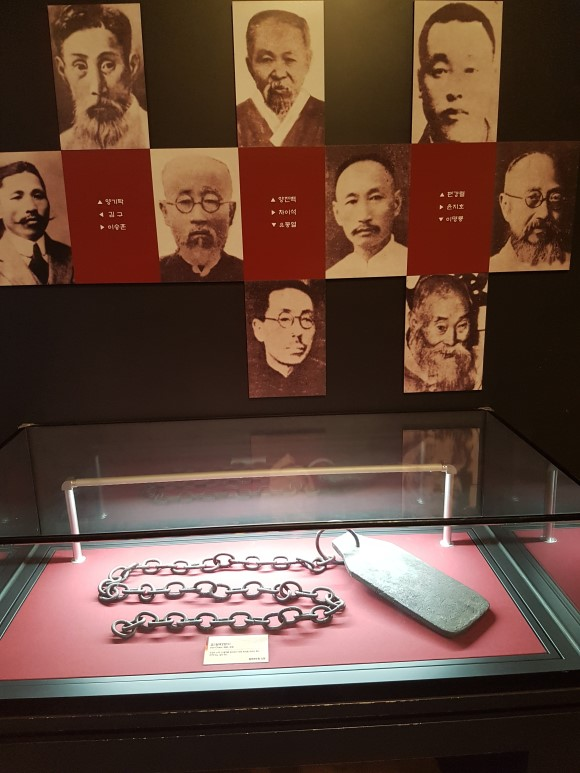
105인 사건 주요인물

국권회복운동에 몸 바치기로 하여, 선친이 경영하던 양진의숙에서 교편을 잡아 청소년들을 규합하여 독립사상을 가르치고, 국권회복을 위하여 안창호 양기탁 등과 함께 신민회(新民會)에 가입하여 활동한다. 신민회는 중앙에 총감독 총서기 회계가 있고 의사원이 있어 각 도의 인사를 선임했다. 각 도에는 총감 군에는 군감을 두었다. 위 아래로는 연결되나, 옆으로는 서로 알 수 없는 비밀결사 단체이다. 1919년 황해도 연백군에서 3.1운동을 주도했다. 황해도 軍事籌備團(군사주비단)은 안악군(편강렬):안악군은 민족운동과 신문화운동의 근원지로, 만세시위에 앞장섰던 정정렬·김은애·장학래 등 여성들에게 나체수욕(裸體羞辱)을 자행하였던 일본 헌병들의 무차별 사격으로 3명이 현장에서 즉사하고 많은 사람이 부상한, 안악 삼일운동과 안악의거를 통해서 많이 알려진 곳이다. 해주군(이승준) 장연군(장규황) 은율군(백상순) 서흥군(권순옥) 재령군(윤응념)의 대표들과 함께 한국 독립운동에 필요한 군자금 모집과 독립신문을 비롯한 항일문서 배포와 독립군의 국내 진입시 지원을 목표로 하는 단체였다. 영남일대의 동지들과 함께 비밀결사인 대한광복회(大韓光復會)에 가입하여 활동하였다.

### 의성단 활동
교육 계몽등의 평화적 방법으로는 국권을 회복하기 어렵다고 판단하고, 장춘에서 단원 7명으로 일본 영사관 습격, 군경 200여 명과 7시간여 동안 시가전을 벌여서 일본 군경 60여 명을 사상하고(일본측에 의하면 17명 사망 나머지는 부상) 모두 무사 귀환, 장춘선(長春線) 일본군 군수품 조달 열차를 공격하는 등의 활약을 한 의성단을 지휘하였다.당시 이주 한인들은 농기구와 농사지을 땅도 없었으며, 소작을 하더라도 지주들과 마적 패들에게 피해를 보고 있었다. 절망에 빠진 한인들을 규합하고 자치기관과 금융기관을 설치하여 자금을 마련하고, 교육기관을 마련하여 문맹을 퇴치하며, 의료 약품조차도 없는 농민들을 외부의 공격으로부터 지켜야 하는 것이 의성단의 몫이었다. (출처는 한국민족운동사학회 학회지, 이상향을 찾아서 양정필, 역사문제연구 29 2013 202쪽)
"단장 편강렬은 의성단의 확장을 위하야 중동선 연안과 합장선 디방에 단원을 파송하야 디방 인사들은 매우 환영한다"는 시대일보의 보도를 보면, 의성단이 일제의 탄압으로 이주한 한인들에게 호응이 좋았던 것으로 추정된다. 편강렬은 만주지역에 거주하는 이주 한인들의 생활 개선을 위해 다양한 노력을 전개했으며, 실제로 성과가 있었다고 동아일보에도 보도되었다.
일제의 기록에는 편강렬이 만주로 간 이유는 국민대표 회의에 참석하기 위해서라고 되어있다.
이후 만주로 피신하여 창춘(長春)의 일본군 전용 만철병원(滿鐵病院)을 습격하고 펑톈에서는 시가전을 감행하고 지린(吉林)의 일본기관을 습격하였다. 화이더현(懷德縣)의 우자쯔(五家子)에서 항일 무장 단체인 의성단(義成團)을 양기탁, 남정과 함께 조직해 단장을 맡았다. 약 250명의 회원을 보유한 것으로 알려진 의성단은 훈련 기관까지 갖추고 주요 기관에 폭탄을 던지는 교전 행위와 함께 일본군과 직접 시가전을 벌이는 등의 전과를 올렸다. "의열단의 침입에 전후하야 의성단의 침입 뎡보(정보)가 도달하엿슴으로 경무 당국은 대경실색하야 어젓줄 모르는 판인데..."라는 신문의 보도가 당시 일제의 공포감을 알리고 있다.

### 독립운동 단체 통합 활동
당시 만주 지역에는 여러 무장 항쟁 조직이 산재하고 있었으므로, 편강렬의사(義士)는 독립운동 단체들이 그 실행방법과 활동방법이 다르고, 일반 동포들이 곤란을 겪게 될 뿐 아니라, 독립운동 전선이 약화됨을 깨닫고, 통합운동에 나서 이들 조직의 통합을 위해 1924년 7월 吉林(길림)에서 전만통일의회주비회(全滿統一議會籌備會)를 주도하여 서로군정서, 길림주민회, 대한광정단, 대한독립단, 대한통의부, 노동민족회`의 대표들과 독립군 통합을 논의하고, 하얼빈에서 각 독립단체의 대표들과 만나 統一會(통일회)로 하나로 뭉칠것을 의논했다. 편강렬은 만주지역에 거주하는 이주 한인들의 생활 개선을 위해 다양한 노력을 전개했으며(검거 당시에 신문에 보도된 내용), 1925년 남만주지역을 통합하는 독립운동단체인 正義府(정의부)가 조직되는데 결정적인 역할을 했다.

### 사망
1925년 하얼빈에서 주요 업무를 마치고 지린에 갔다가 밀정의 밀고로 장시간 총격전 끝에 일본 경찰에게 체포되었다. 독립운동사에 막대한 손실을 초래한 밀고자는 이범석 광복군장의 추적으로 사살된다. 1925년 1월 17일자 시대일보와 조선일보에는 편강렬 의사가 교편을 잡았던 학교를 경성의 양정의숙이라고 기록하고 있다. 일제의"독립운동에서 손 떼면 도지사 벼슬을 주겠다"는 제안을 "왜놈의 신하는 되지 않겠다"는 말로 거절했다. 1925년 10월 20일 열린 공판에서 편강렬은 최후 진술로 "나는 목숨이 떨어질 때까지 일제와 싸워서 일본에 한국인 총독을 두겠다."고 말하였다. 편강렬의사의 독립운동이 사회적으로 높이 평가되었기 때문에 당시의 유명 변호사들이 자처해서 변호를 하였으나 편강렬 의사의 최후번론으로 형기를 줄이려는 변호사의 변론과 증거 제출은 모두 기각되고 편강렬은 징역 7년형을 선고 받았다. (통합논의 진술) 신의주 감옥에서 복역 중 고문으로 병을 얻어 가출옥한 뒤 만주 안둥에서 병사했다.

## 사후

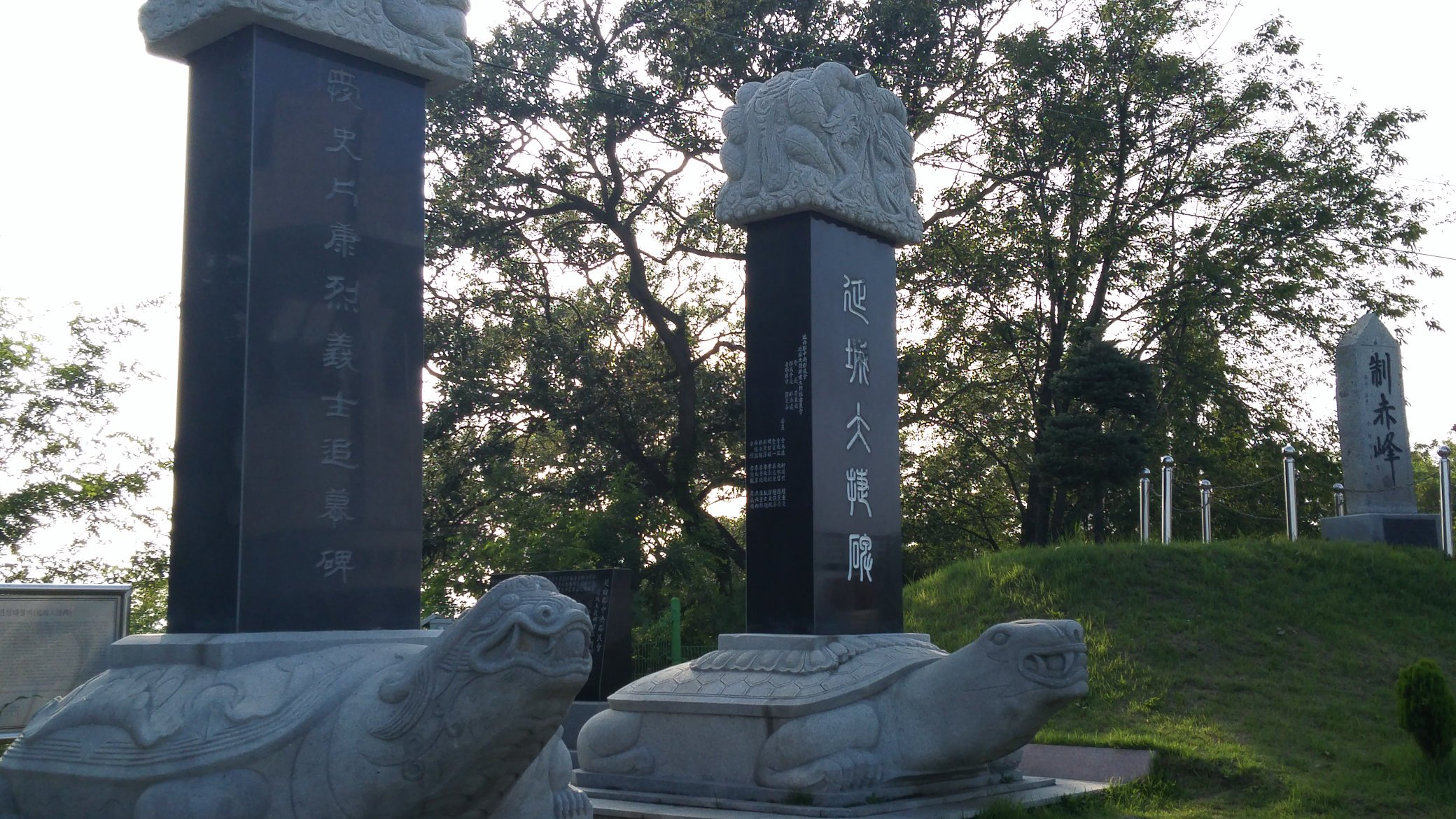
편강렬의사추모비

- 1962년 건국훈장 대통령장이 추서되었다.
- 할아버지대까지 살았던 김천 남산공원에 순국기념비가 세워져 있다.[5]
- 강화도 평화전망대에는 그의 뜻을 기리며 이북 실향민들이 주축이 되어 세운 추모비가 있다.

## 평가
- 20여 년간의 독립운동을 보면 의병활동,애국계몽운동,무장투쟁,의열투쟁,독립운동단체의 통합운동 등 자신이 처한 상황에서 독립을 위해 각고의 노력을 다한 인물로 평가할 수 있다.(출처는1980년8월25일 경향신문.보훈처 발간 대한 영웅전.독립기념관.독립공훈 사료관.민족문화대백과 사전.문화콘텐츠닷컴.경북도청.네이버뉴스.네이버캐스트.박사과정 논문.공식출판 서적.일본 외무성기록.임시정부자료집.한국사연구휘보.한민족 독립운동사.국사관논총. 동아일보`시대일보`신한민보`자유신문`중외일보`<1923년~1925년>)
- 독립운동사는 편 열사를 ‘일제의 고문과 잦은 투옥으로 병마에 시달려 죽음에 직면하고서도 독립과 자유에 대한 열망을 잃지 않았다’고 기록하고 있다.(출처는 2016년3월24일 세계일보 류영현기자). "편강렬 선생의 위대한 행적을 아는 사람이 몇이나 되는가? 민족정기를 높이는 일이 시급하다면 아직도 허술한 항일운동사 정립에 힘을 쏟아야.."(출처는 오마이뉴스 02.06.03 14:14 발췌) 김규식,김좌진,지청천,편강렬 4명의 수령들이 듕아령<中俄領:만주`러시아극동>동포들의 군사통일을 적극적으로 의논하다.(신한민보1923년6월21일) 러시아'중국독립군의 대표들<김규식, 김좌진, 지청천,편강렬>통일을 논의하다.(동아일보1923-05-25). 1월16일

## 의성단의 활동
- 의성단이 우상화되면서 청소년들과 잡범들이 가짜 의성단을 조직하는 일이 신문에 보도되었다.
- 2008년 12월 보훈처가 입수한, 일본이 외무성 사료관에 마이크로필름으로 보관했던 문서인 `만주지역 한인 독립운동 동정보고 자료`를 보면 편강렬과 의성단은 특별하게 자료가 많다. 편강렬은 의병장 이후로 일제의 중요 감시대상이었다. 일제는 전국에 있던 편갈송(절강 편씨의 시조)의 승전비를 모두 뽑아 버리기도 하였다.(출처는 중앙일보 1982.7.24 기사 5면. 한국학중앙연구원 한국역대인물 종합정보 시스템.한국족보박물관.[동원기략(東援記略) 3卷 2冊].
- 편강렬에 대한 자료로는 <의성단장 편강열의 처분에 관한 보고의 건>40권, <의성단장 편강열의 체포후에 있어서의 동단의 근황에 관한 건 정보>40권, <의성단장 편강열의 체포에 관한 보고의 건>40권, <의성단 잔당의 동정>40권, <의성단 잔당의 동정에 대하여>40권, <의성단의 동정>40권, <의성단의 상황에 관한 건>40권 등이 있다.[6] 박환). 의성단원들은 경상도와 평안도 등에서도 일경들과 직접 교전을 했다.
- 1924년 6월 9일 김홍진(金洪鎭)과 김창진(金昌鎭)이 영덕 장사리 일경주재소에서 검문에 불응하고 자동 연발총을 난사하는 일경들과 교전,수적 열세로 순사 3명에게 중상을 입히고 순국하였다. 오른손이 총탄을 맞자 왼손으로 사격하며, 세 번이나 장전하여 40발을 응사한 의성단원의 사격술에 일제 당국은 “상당한 병식 훈련을 받은 것 같다”며 경탄하였다.<출처는 조선총독부 경상북도경찰부, 『고등경찰요사』, 1934. 229~231쪽>

 이들에게는 1995년 애국장이 추서되었다.
- 1923년 6월 박일훈(朴日勳)이 의주 영산적경주재소에서 4곳의 총상을 입고도 주재소를 파괴하고, 또 다른 교전으로 총 9곳에 총상을 입고 순국하였다. 2014년 애국장이 추서되었다.[9][10].
- 1923년 음력 11월 12일 김명제(金明濟)가 장춘에서 무기를 수령하는 임무를 수행하다가 발각되어 교전 끝에 다수의 일경을 사살하였지만, 출동한 일본군 수비대에 맞서 맹렬히 싸우다가 전사 순국하였다. 1924년 2월 의성단장 편강렬은 중국 길림에서 고인을 애도하기 위해 추도회를 개최하였다. 정부는 고인의 공훈을 기리어 2003년에 건국훈장 애국장을 추서하였다註·東亞日報(1924. 2. 7). 의성단원들은 서울 등에도 잠입하여 군자금을 모집한 정황이 당시 신문에도 보도되었다.(출처는1924년10월1일.07월05일.05월25일.동아일보.조선신문사.시대일보.매일신보).

군자금 모집 대상은 악독한 일본인 부자들과 매국노 친일파 부자들이었다고 한다. 105인 사건 공판기록(영문판 번역본)을 보면, 편강렬이 김구 등과 함께 무관학교 설립을 위한 군자금 모집을 했던 정황이 기록되어 있다. 군자금을 모집했다는 죄명으로 오랜 기간 옥고를 치렀지만, 안동현 객창에서 생을 마감하는 순간까지 편강렬은 평생 무일푼이었다. 조선인 조합원들만 4-5백 명 이었던 안동현 노동조합은 조합원들의 총출동으로 편강렬의사의 장례식을 거행하였다.(1929.7.3 동아일보)
여러 번의 재판과 공판 과정에서 편강렬의사는 조금도 굴하지 않고, 판사들에게 앙천대소하며 항상 당당하게 자신의 주장을 밝히고 있다.
- 의성단이 만철滿鐵을 공격한 이유>>만철은 일제의 거대한 정보수집기관. 당시 불태우지 못한 문서(비밀, 기밀, 극비로 구분함) 상당수가 남아 일제가 저지른 만행을 생생하게 입증하는 증거가 되고 있다. 관동도독부,관동군,만철滿鐵을 세워 식민통치를 위한 3대 기구로 삼았다.

만철滿鐵은 노점상, 의사 등으로 위장해 활동했고 전화·전신 감청을 통해 각종 정보를 빼냈다. 만철滿鐵 산하 조직은 중국과 일본에 널리 퍼져 있었고 핵심 조사원은 2천500여명이었다. 만철滿鐵 수석이사 다나카 세이지로(田中淸次郞)는 이토 히로부미를 수행하다가 하얼빈 역에서 안중근의사에게 왼쪽다리에 관통상을 입었던 인물이다. 만철滿鐵병원은 저격당한 이토를 입관하였다. (출처는 2014/05/05 연합신문. YTN. SBS뉴스. 아주경제. 칭다오도서관).
중국 각지의 일본군 병원에서는 ‘수술 연습’이라고 하면서 중국군,독립군 등에게 마취를 하여 생체 해부를 하고 살해하는 일이 행해졌다.(출처는 WAR AND MEDICAL ETHICS<전쟁과 의사의 윤리>Editor編者Redakteur NISHIYAMA Katsuo, 西山勝夫). 호주군 일본어 통역자 프레드릭 아르블래스터가 여성들이 누구냐가 묻자, 일본군 장교가 적십자 간호사라고 둘러댔다. 일본군은 위안부들에게 적십자 완장을 나눠줬다.(출처는 코리아Korea헤럴드Herald 2016-02-17).
일본군은 적십자병원을 점령하고 포로 부상병들에게 음식제공을 중지하였으며,대부분의 포로 부상병들을 처형하였다.일본군은 커다란 적십자가 지붕에 그려진 난징 중앙병원에 천파운드 폭탄 2개를 투하했다.(출처 역사는 누구의 편에 서는가 저자 아이리스 장) 일본은 제네바협약에 결코 동의한 적이 없다고 하면서 국제표준인 적십자 사용을 거부했다. 그러나 일본 군수품`군인들은 적십자(녹십자)마크를 사용해서 보호했다.(미디어오늘 2004-01-05).
세균`독가스`생체실험을 자행한 일본군대<731,100,1644,1855,8604부대>사진에도 ‘적십자’ 표식이 있는 대량의 물자와 안에는 일본 군복을 입고 밖에는 흰 가운을 걸친 남자들이 등장한다.(출처:인민망 한국어판/중국광파망 2014-06-08 번역`감수:조미경)
의성단의 일본군 전용 만철병원 백주(대낮)공격을 적십자 병원이라고 표기하는 것은 오해의 소지가 있다.
- 의성단이 영사관을 공격한 이유>> 일제의 영사관은 조선총독부에 배속되어 있었고,직원들과 경찰들 모두 총독부 파견이었으며,치외법권을 악의적으로 이용하여,한국인은 일본의 국민이 되었으니 자기들이 관리한다면서,무자비한 탄압(감금`고문`감시)을 자행하였다. 안중근`김동삼`남자현' 이육사 등의 수많은 애국지사가 투옥되어 고문을 받던 곳이다.(출처는 만주지역 한인유적 답사기` 대륙으로 간 혁명가들` 저자:박 환) 애국지사들은 고문당해서 중병을 얻고, 회생 불가능 상태에서 석방되어 객사하는 분들도 있었다.(출처 Korea Daily 2016.09.17)

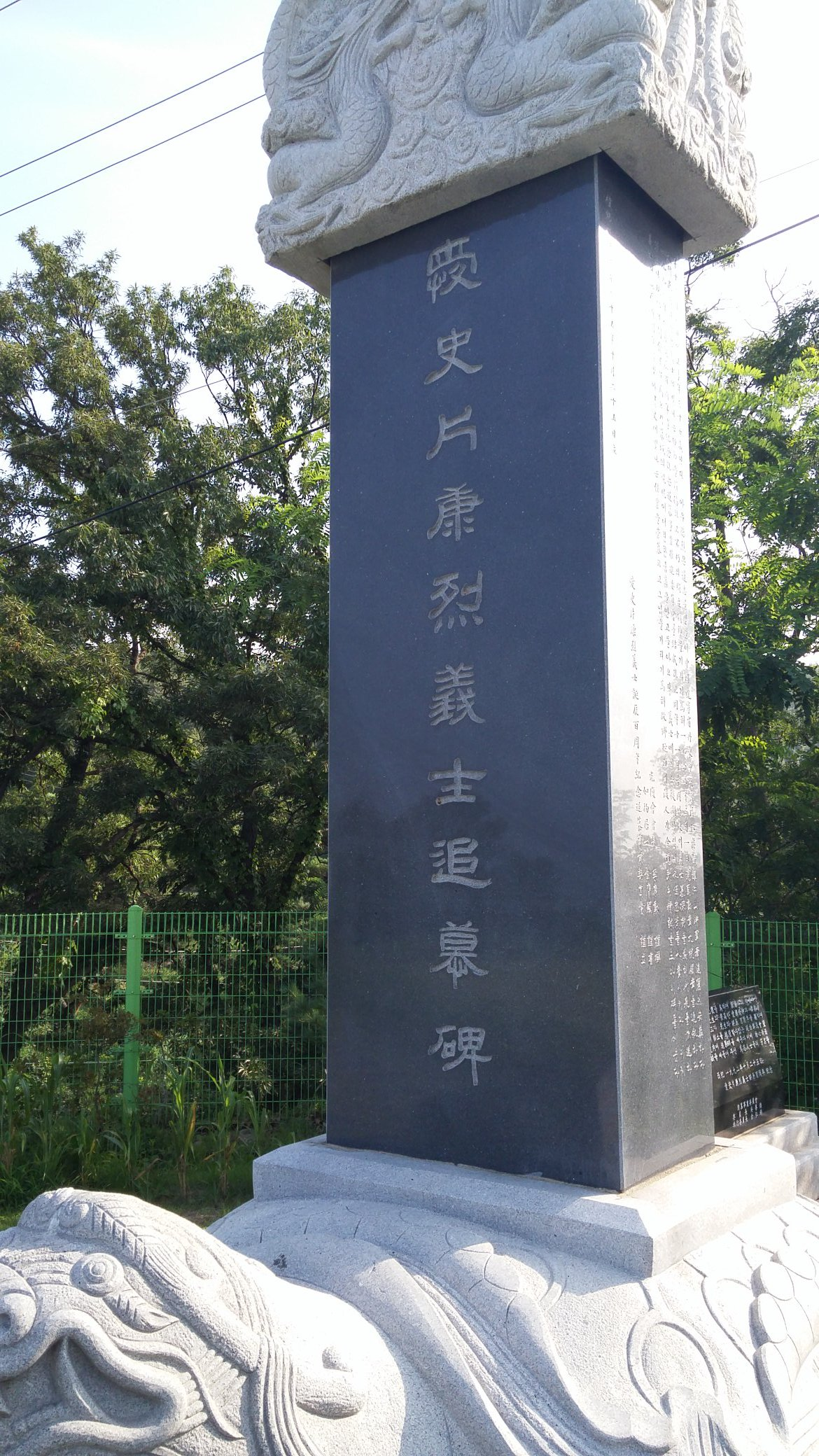
평화전망대 편강렬의사 추모비

## 가족
- 아버지 : 편상훈(片相薰, 1860년 ~ 1900년)
- 어머니 : 선산 김씨(善山 金氏, 1858년 ~ 1922년)
  - 양자 : 편충무(片忠茂, 1937년 ~)
    - 손녀 : 편지숙(片智淑, 1969년 ~)

1925년 편강렬 체포 후 기록된 일제 자료에 의하면 그의 부인은 한국의 마더 테레사 전쟁고아의 어머니 황온순 여사라고 한다.
이 이화 역사 문제 연구소 소장에 의하면 그의 아들이 한국에서 어렵게 살고 있었다고 한다.
출처는 한겨레 신문과 한국민족운동사학회 편강렬의 국권회복 운동과 의열 투쟁 불령선인 자료 등이 있다.

## 같이 보기
- 독립유공자로 대통령장을 수여받은 사람

## 참고자료
- 편강렬 : 독립유공자 공훈록 - 국가보훈처
- 1992년 2월 이 달의 독립 운동가 - 편강렬 보관됨 2016-03-05 - 웨이백 머신 (대한민국 국가보훈처)
- 잊혀진 위대한 영웅, 의성단 단장 편강렬 보관됨 2016-03-04 - 웨이백 머신 (아이틴뉴스)
- 문화콘텐츠닷컴 - 편강렬